# Chauffe-ballon

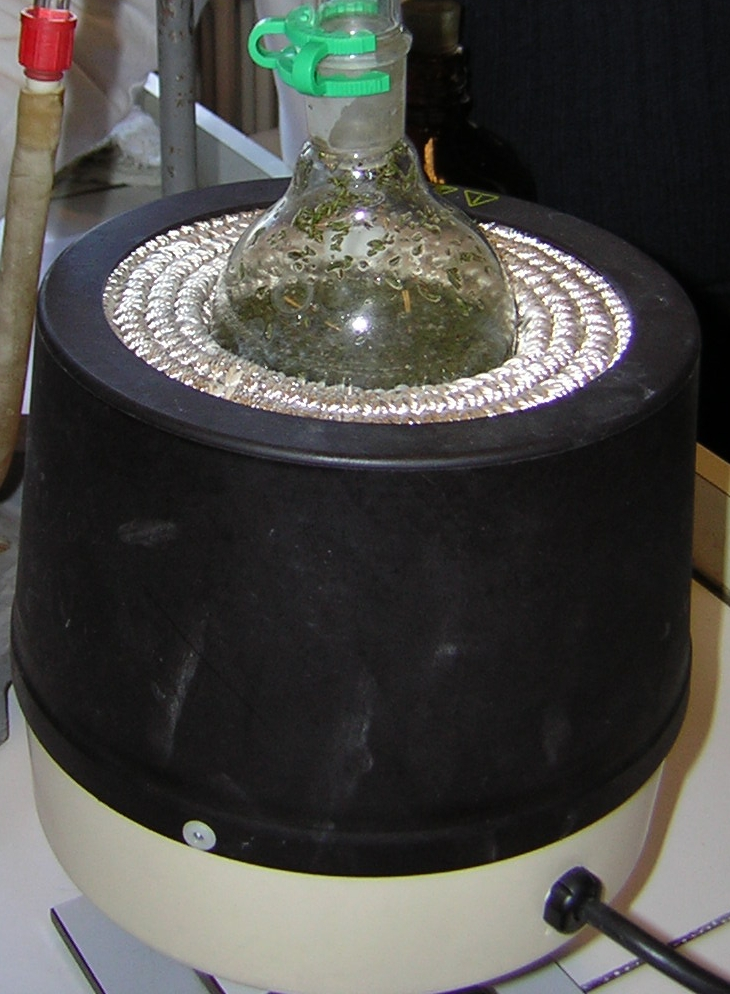
Un chauffe-ballon de laboratoire

Un chauffe-ballon est, comme son nom l'indique, un appareil électrique qui permet de chauffer les ballons. Il se présente généralement sous la forme d'un cylindre (ou parfois d'un pavé droit) sur la surface duquel on aurait creusé une demi-sphère. Il est utilisé pour les montages, notamment à reflux.

## Typologie
Selon leur domaine d'utilisation, on distingue deux catégories 
- les chauffe-ballons de laboratoire, avec un volume de 50 ml à 20 l, ont un corps chauffant en soie de verre crochetée à la main pour résister à des températures allant jusqu'à 450 °C (on les trouve entre autres sous la marque Pilz). Le chauffage est électrique : une résistance chauffante transmet la chaleur au ballon. Ils sont commercialisés sous forme de demi-sphère que l'on accroche sur un anneau ou trépied ou intégrés dans un boitier métallique ;

- les chauffe-ballons industriels, avec un volume de 10 l à 200 l, sont utilisés par exemple dans le secteur des industries pharmaceutique, chimique ou du recyclage des métaux, pour l'obtention de réactions chimiques ou biologiques ou bien dans les procédés de distillation. Ils sont dotés d'une structure métallique robuste qui leur confère une résistance mécanique supérieure compatible avec la taille des ballons auxquels ils s‘appliquent. La fixation peut être assurée par quatre boulons à œillets mobiles sur le support annulaire.